# Eudes de Vitry
Pour les articles homonymes, voir Vitry.
Eudes de Vitry, mort en 1158, fut châtelain de Vitry puis comte de Rethel de 1124 à 1158. Il est parfois considéré comme un fils d'André Ier, baron de Vitré, et d'Agnès de Mortain, mais il y a probablement eu confusion entre Vitré (en Bretagne, c'est en fait André de Vitré) et Vitry (en Champagne).
Le nom de famille de ce personnage n'est pas à confondre avec d'autres du même nom actuellement subsistantes et n'appartenant pas à la noblesse française.

## Biographie
Il épousa Mathilde, fille d'Hugues Ier, comte de Rethel, et de Mélisende de Montlhéry. De leur union naquirent :
- Ithier († 1171), comte de Rethel ;
- Quatre filles[2], dont :
  - une mariée à Etienne Strabo de Neufchatel,
  - une mariée à un seigneur de Henalmont,
  - Yvette, mariée à un Milo, puis à Villain d'Arzillières.

Gervais, comte de Rethel et frère de Mathilde, meurt en 1124 et le seul frère survivant, Baudouin du Bourg, était installé en Terre sainte où il était devenu roi de Jérusalem. Ce fut donc Mathilde et Eudes qui devinrent comtes de Rethel.